# Circondario di Casalmaggiore
Il circondario di Casalmaggiore era uno dei tre circondari in cui era suddivisa la provincia di Cremona, esistito dal 1859 al 1926.

## Storia
In seguito all'annessione della Lombardia dal Regno Lombardo-Veneto al Regno di Sardegna (1859), fu emanato il decreto Rattazzi, che riorganizzava la struttura amministrativa del Regno, suddiviso in province, a loro volta suddivise in circondari. Il circondario di Casalmaggiore fu creato come suddivisione della provincia di Cremona, comprendendo anche alcuni comuni  già appartenuti alla provincia di Mantova, rimasta al Lombardo-Veneto.
Con l'Unità d'Italia (1861) la suddivisione in province e circondari fu estesa all'intera Penisola, lasciando invariate le suddivisioni stabilite dal decreto Rattazzi.
Nel 1866, con la terza guerra d'indipendenza, fu annesso al Regno d'Italia quello che restava del Regno Lombardo-Veneto, compresa la provincia di Mantova nel territorio ridotto nel 1859.
Nel 1868 la provincia di Mantova tornò ad estendersi nei suoi confini storici, ottenendo dal circondario di Casalmaggiore gli ex mandamenti di Bozzolo, Marcaria, Sabbioneta e Viadana.
Il circondario di Casalmaggiore venne soppresso nel 1926 e il territorio assegnato al circondario di Cremona.

## Geografia antropica

### Suddivisioni amministrative
All'atto di istituzione, il circondario era suddiviso in 6 Mandamenti, a loro volta suddivisi in 41 Comuni:
- mandamento I di Bozzolo
  - Bozzolo; Gazzuolo; Rivarolo Fuori; San Martino dall'Argine
- mandamento II di Casalmaggiore
  - Caruberto; Casalmaggiore; Castelponzone; Gussola; Martignana; San Lorenzo Aroldo; San Martino del Lago; Scandolara Ravara; Solarolo Rainerio; Spineda; Torricella del Pizzo
- mandamento III di Marcaria
  - Castellucchio; Gazzoldo; Marcaria; Rodigo
- mandamento IV di Piadena
  - Breda Guazzona; Cà de' Soresini; Calvatone; Casteldidone; Castelfranco; Colombarolo; Drizzona; Piadena; Pontirolo; Recorfano; Romprezzagno; San Giovanni in Croce; San Lorenzo Guazzone; San Paolo Ripa d'Oglio; Tornata; Vho; Voltido
- mandamento V di Sabbioneta
  - Commessaggio; Sabbioneta
- mandamento VI di Viadana
  - Dosolo; Pomponesco; Viadana

### Esplicative
1. ↑  Bozzolo, Castellucchio, Commessaggio, Dosolo, Gazoldo degli Ippoliti, Gazzuolo, Isola Dovarese, Marcaria, Pomponesco, Rivarolo, Rodigo, Sabbioneta, San Martino e Viadana.

### Bibliografiche
1. ↑  Legge 9 febbraio 1868, n. 4322
2. ↑  Regio Decreto 21 ottobre 1926, n. 1890, art. 1
3. ↑  Regio Decreto 21 ottobre 1926, n. 1890, art. 2